# Epidesma dominicensis
Epidesma dominicensis är en fjärilsart som beskrevs av Rothschild 1911. Epidesma dominicensis ingår i släktet Epidesma och familjen björnspinnare. Inga underarter finns listade i Catalogue of Life.